# Гірнича промисловість Росії
Гірнича промисловість РФ

## Загальна інформація
На початку XXI ст. за російськими джерелами гірнича промисловість забезпечує бл. 50% ВВП і 70% експорту країни. 
За даними [Mining Annual Review 2002] ці цифри дещо інші і відповідно складають понад 33% і бл. 65%). Гірнича промисловість акумулює бл. 20% індустріального потенціалу країни, в ній працює понад 32% виробничого персоналу. З розвіданих родовищ к.к. у 2002 р. експлуатується 37% (понад 7200). За оцінками експертів, географічне розташування і геолог. будова родов. к.к. в Росії сильно утруднюють їх освоєння, так що на сучасному етапі доступні тільки бл. 20% розвіданих запасів. На противагу світовим тенденціям, за 1992-2002 рр. РФ суттєво знизила обсяги видобутку к.к.: газу, нікелю, цинку – на 6,7-16,2%; нафти, вугілля, міді, бокситів, золота, платиноїдів, калійних солей – на 20-36%; хромових руд, свинцю, олова, молібдену, сурми, срібла, апатитів – на 40-60%; вольфраму, титану, фосфоритів, плавикового шпату – в 3 рази і більше (табл. 3). Довгий час не освоюються раніше розвідані великі родов. кольорових і рідкісних металів, корінні родов. золота, в яких зосереджено бл. 80% металу. На 2000 р. виробничий потенціал гірничодобувної галузі на 50-70% РФ є вичерпаним. В цілому 80% гірничошахтного обладнання відпрацювали свій нормативний термін експлуатації і потребують заміни. Частка РФ у загальносвітовому обсязі споживання у 2001 р. відносно 1991 р. знизилася за товарними зал. рудами з 10 до 6,1%; алюмінієм – з 10,2 до 1,1%; міддю – з 5,8 до 0,7%; нікелем – з 18 до 1,6%; цинком – з 6,6 до 1,4%; свинцем – з 5,2 до 0,7%. На межі ХХ-XXI ст. у гірничій промисловості РФ спостерігається серйозний спад в обсязі НДПКР, направлених на вдосконалення і розробку нової техніки і технології [Горн. ж. - 2002. - № 6. - С. 16-23, 90]. 

## Окремі галузі

### Нафтогазовий комплекс
Див. також Нафта Росії
Нафтогазовий комплекс. Видобуток нафти в Росії з 1990 по 2000 р. знизився з 516 до 323 млн т, газу – з 641 до 583 млн м{3}. Росія не заповнює видобуток нафти за рахунок відкриття нових запасів. У 2000-2002 рр. країна видобула понад 1 млрд т нафти, а приріст запасів становив тільки 850 млн т. В 2002 р. видобуто 380 млн т, тоді як приріст запасів становив всього 260 млн т. Найбільші родовища із запасами нафти понад 100 млн т вироблені на 50% [Gulf News Online]. 
Найбільші обсяги вуглеводневої сировини за 2002 рік видобули "ОАО ЛУКОЙЛ" – 75,49 млн т, "ОАО НК ЮКОС" – 69,88 млн т, "ОАО Сургутнєфтєгаз" – 49,2 млн т, ВАТ "Тюменська нафтова компанія" – 37,5 млн т і "ОАО Сибнефть" – 26,32 млн т.
Обсяг експортного постачання у 2002 р – 185 млн т нафти, з яких 152,8 млн т – далеке зарубіжжя. У 2003 р обсяг видобутку нафти планується до 390 млн т, а експорт до 191 млн т за рахунок нарощування експортного постачання в далеке зарубіжжя (до 159 мільйонів тонн). У 2005 р видобуток нафти в Росії може зрости до 424 млн т, а у 2010 р – до 510 млн т. У 2020 р в Росії планують добувати 420-460 млн т нафти.
Обсяг виробництва газу в Росії 2002 року зріс на 2,4 % в порівнянні з показником 2001 року і становив 595,3 млрд м3 [Інф. "ИА Финмаркет"]. Бл. 90% видобутку природного газу Росії здійснює ВАТ «Газпром». Динаміка газовидобутку: 1998 р. – 554 млрд куб.м, 2000 р. – 523 млрд куб.м, 2002 – 523,79 млрд куб.м. Близько 70% видобутку «Газпрому» припадає на: Ямбург (запаси на 1.01.2000 р. 4.5 трлн. куб.м), Уренгой (6.2 трлн. куб.м) і Ведмеже (0.68 трлн. куб.м). З 2002 р. в період зниження видобутку увійде і Ямбургське родов. Об'єми газу, що поставляється в європейські країни щорічно зростають (в 2000-2001 рр. на 3-5 млрд куб.м річно). Стабілізувати видобуток газу протягом наступних 5-7 років на рівні не менше за 523-530 млрд куб.м в рік «Газпрому» дозволить введення в експлуатацію нафтогазоконденсатного родовища Заполярне (запаси 3.5 трлн куб.м). Це найбільший проект з видобутку газу в Росії за останнє десятиріччя. З освоєнням Заполярного зв'язують реалізацію міжнародного проекту експорту російського газу в Туреччину («Блакитний потік»).
Експорт газу Росії в 2002 р. становив 167 млрд. 900 млн кубометрів проти 125 млрд кубометрів в 2001 р. В тому числі, експорт в далеке зарубіжжя становив 134,2 млрд кубометрів, в країни СНД - 33,4 млрд кубометрів (ИНТЕРТЭК).

### Вугілля
Див. також Вугілля Росії
Вугілля. За видобутком кам’яного вугілля, – 169 млн т. у 2001 р., – РФ. займає 6-е місце у світі після Китаю, США, Індії, Австралії та ПАР. Видобуток всього вугілля (кам’яне і буре) у Росії з 1990 по 2000 р. знизився з 395 до 258 млн т, а у 2002 р. склав 253 млн т, що на 17 млн т нижче за рівень 2001 р, і продовжує знижуватися. Зниження видобутку у 2002 р спостерігалося в 5 з 7 економічних районів. Найзначніше падіння видобутку відмічається в Східному Сибіру – на 16 млн т. Приріст видобутку досягнуто тільки в Західному Сибіру і на Далекому Сході – по 1,5 млн тонн. В результаті реструктуризації вуг. промисл. РФ у 1991-99 рр. було закрито 160 підприємств, головним чином шахт, на які припадала 1/3 вуглевидобутку. Динаміка видобутку кам’яного вугілля за період 1990-2000 рр (млн т): 1990 – 260; 1994 – 177; 1998 – 149; 1999 – 153; 2000 – 152. За прогнозом розвитку видобутку вугілля в Росії до 2010 р. основна роль відведена сибірським басейнам. Їх питома вага з 1990 по 2000 р. зросла з 65,4 до 74,7%, в тому числі з 1998 по 2000 р. – з 71,2 до 74,7% [Уголь. - 2002. - № 1. - С. 37-38; Локер С., 2000, Лондон].
Постачання російського вугілля у 2002 р становило 234 млн т, що на 18 млн т менше ніж у 2001 р. Постачання вугілля скоротилося у всіх сегментах ринку, крім експорту в далеке зарубіжжя. Експорт вугілля з Росії у 2002 р досяг 51 млн т (+9 млн т до 2001 р). Імпорт вугілля в Росію зменшився на 5,8 млн т і становив 20,5 млн т. Всього (з урахуванням імпорту) російським споживачам в 2002 році поставлено 203 млн т вугілля проти 237 млн т у 2001 р. У Росії вугілля як енергоносій використовують у всіх 89 суб'єктах Федерації, а добувають тільки в 24. Повністю забезпечують потребу в ньому за рахунок власного видобутку лише шість утворень, а за рахунок завезення його з вугледобувних регіонів – 65. Між економічними регіонами перевозиться понад 48 млн т вугільної продукції. З вугледобувних регіонів найбільшими постачальниками вугілля є Західний Сибір (вивозить 30% ресурсів регіону) і Східний Сибір (20%).
Видобуток і експорт вугілля за регіонами РФ у 2003 р (млн т): Печорський – 17,0 і 1,0; Сх. Донбас – 8,5 і 1,1; Кузбас – 137 і 45; Сх.Сибір – 72 і 2,5; Далекий Схід – 29,6 і 5,0.
За даними “Росинформуголь” у 2002 р. у найбільшому вугледобувному районі - Кузбасі видобуто 131 млн т вугілля (84% - коксівного); це установить 59% видобутку всієї Росії. До 2007 р. обсяг видобутку вугілля зросте до 160 млн т. Такого рівня видобутку планується досягнути за рахунок введення в експлуатацію десяти вугільних шахт, що будуються, і восьми розрізів сумарною виробничою потужністю 34 млн т (з них 5-6 - у 2003 р.). Крім того, за рахунок введення в експлуатацію до 2007 р. десяти збагачувальних фабрик і трьох збагачувальних установок планується збільшити переробку видобутого в Кузбасі вугілля до 48-50% (у 2002 р. лише 30% вугілля Кузбасу було перероблено в регіоні).
Загалом, у вугільній галузі відмічається зростання збитковості виробництва. Загальний річний обсяг збитків у 2002 р – понад 2,5 млрд рублів.
З 2000 по 2020 рік при загальному зростанні енергоспоживання на 25,4-38,4%, споживання природного газу зросте на 18,4-23,7%, нафтопродуктів – на 35,8-50,1%, вугілля – на 35,7-70,3%, а електроенергії, виробленої на АЕС, – в 2,2-2,5 рази. У результаті частка газу в структурі споживання первинних енергоресурсів знизиться з 49,5% у 2002 р до 46,9-44,8% в 2020 р, в тому числі у виробництві електроенергії – з 65,5% до 57,3-50,4%.

### Гірничорудна галузь
Гірничорудна галузь. Підприємства гірничорудної галузі Р. у 2001 р. видобули 215,4 млн т. сирої зал. руди і виробили 82,5 млн т. товарного концентрату та аґлоруди, видобули понад 45 млн т. руд кольорових металів. У гірничорудній промисл. працює 190 тис. чол., в т.ч. в чорній металургії – 115 тис. чол. (2001). З надр РФ видобувається до 12% світового обсягу зал. руди, 22% нікелю і кобальту. Головну частину мінерально-сировинної бази нікелевої промисловості Росії складають сульфідні мідно-нікелеві родовища Норильського району. Основним об'єктом розробки в останні роки є багаті руди, середній вміст нікелю в яких дорівнює 3.12-3.65%. Передбачається, що у 2005 р. попит на зал. руду збільшиться на 5,5-7,5% до 2000 р. Але складні економіко-географічні умови розташування, складні гірничо-геолог. умови розробки, низька якість мінер. сировини обумовлюють низьку конкурентоспроможність гірничорудної галузі Р. Дефіцитними в Р. сьогодні є марганець, хром, титан, цирконій. Потреба Р. в рудах і концентратах марганцю, хрому, титану, алюмінію покривається за рахунок імпорту. При цьому є виявлені і ще не освоєні родовища титану, свинцю і цинку, а запасів марганцю, хрому, якісних бокситів не достатньо. Бл. 1/3 копалень кольорової металургії (28) забезпечені менше ніж на 10 років, менше ніж на 3 роки – 11 копалень. Виробничі потужності Р. з феросплавів становлять 550 тис.т. (2001) і зосереджені на Сєровському заводі та Челябінському МК. Бл. 60% алюмінію в Р. виробляють з імпортної сировини (бокситів та глинозему) – головним чином Казахстану та України. Свинцево-цинкова підгалузь Р. знаходиться на початку XXI ст. у важкому стані, що обумовлено недостатньою рудно-сировинною базою та малими інфестиціями у підприємства. В РФ 90% олова добувають на корінних родовищах (у світі тільки 25%). Невисока якість руд, складні гірничо-технічні умови розробки та географо-економічне розташування роблять видобуток руд неконкурентоспроможним. Це обумовило закриття ряду ГЗК, зокрема основних – Хрустальненського та Солнєчного. Проблема забезпечення Р. власною титановою і цирконієвою сировиною є гострою. 

#### Титан
Титан. Виробництво титану в СРСР базувалося на кооперації підприємств України, РФ, Казахстану і Узбекистану. Зараз цей комплекс не існує. Р. залежить від імпорту титанової сировини (дефіцит становить бл. 50%).

#### Вольфрам і молібден
Вольфрам і молібден. В кінці XX ст. вольфрамово-молібденова промисловість Р. різко знизила обсяги видобутку руди і виробництва концентратів, що пов’язано, головним чином зі зниженням споживання молібдену і вольфраму, особливо оборонною промисловістю. У 2000 р. з 5-ти вольфрамодобувних підприємств працювало тільки 3. 

#### Рідкісні та кольорові метали
Рідкісні та кольорові метали. Стан виробництва і споживання в Р. рідкісних металів характеризувався на початку XX ст. спадом платіжного попиту на тантал, ніобій, рідкісні землі. В 1990-і рр. закрито танталодобувний кар’єр на Орловському ГЗК, зупинено видобуток ніобію на Вишневському ГЗК. Єдиним виробником рідкіснометалічної та рідкісноземельної сировини в Р. є “Ловозерська гірнича компанія” (колишній “Сєврєдмєт”), яка розробляє комплексні лопаритові руди. У 2001 році з вітчизняної сировини в РФ вироблено бл. 100% свинцю і олова, 98% міді, 97% нікелю, 62% цинку. З вторинної сировини вироблено понад 96% свинцю, 15% міді, 10% алюмінію. Низький попит на внутрішньому ринку обумовили експорт 83% виробленого алюмінію, 72% міді, 68% нікелю, 54% цинку, 37% олова, 12,5% свинцю. Прогнозується збільшення внутрішнього попиту на кольорові метали (на 10-30%). 
За оцінкою Геологічної служби США в 2000 р. (в дужках дані за 1999 р.) в Росії видобуто 520 (530) тис. т Cu в руді (7-е місце після Чилі, США, Індонезії, Австралії, Канади, Перу), у світі – 13,082(12,6) млн т.

#### Алюмінієва сировина
Алюмінієва сировина. Однією з найважливіших проблем, що стоять перед алюмінієвою промисловістю Російської Федерації, є забезпечення алюмінієвих заводів глиноземом. Ця проблема є наслідком відсутності власної достатньої сировинної бази і ефективних технологій переробки вітчизняної сировини. В РФ розробляється 11 і готується до розробки 4 родовища бокситів, які покривають тільки 40% потреб глинозему. У найближчій перспективі частково покрити дефіцит в глиноземі дозволить розробка Тіманського родовища бокситів. Що стосується небокситових джерел алюмінієвої сировини, то виробництво глинозему з нефелінових і алунітових руд стає перспективним при підвищенні попиту на мінеральні добрива і продукцію хімічної промисловості і при збільшенні обсягів будівництва. Таким чином, найближчим часом імпорт бокситів і глинозему в РФ буде їх основним джерелом постачання в країну.

#### Ніобій
Ніобій. За питомим споживанням ніобію РФ відстає від промислово розвинених країн в 5-9 раз (в США 0.017 кг/чол., в Росії - 0.002 кг/чол.). У РФ виробництво ніобієвої продукції здійснюється з лопаритових конц-тів, які отримують з нефелінових сієнітів на Кольському п-ові. Єдине підприємство, що в кінці XX ст. добуває комплексні редкіснометалічні (Nb, Ta, TR) лопаритові руди в Росії – Ловозерський ГЗК. Рудники і збагачувальні фабрики – Карнасурт і Умбозеро. Якість руд і концентратів низька, експлуатаційні витрати порівняно великі, лопаритові концентрати не придатні для виробництва фероніобію і руди важкозбагачувані. Крім лопаритового концентрату, на збагачувальних фабриках отримують нефелін-полевошпатовий і егіриновий концентрати. Кінцевими продуктами переробки є чисті метали і технічні пентоксиди ніобію, танталу, індивідуальні оксиди і сполуки рідкісноземельних металів церієвої групи. З 1991 р. виробництво ніобієвої продукції в Росії зменшилося в ~10 раз. Очікувані потреби Росії в ніобієвій продукції (в перерахунку на ніобій): в 2005 р – 2.5 тис. т, 2010 – 4.3 тис. т, 2015 – 8 тис. т.
Розглядаються можливості розвитку виробництва ніобієвої продукції в РФ на основі відомих родов. пірохлору. Одним з найперспективніших для освоєння є Татарське родовище пірохлорових руд (Красноярський край). Вміст пентоксиду ніобію в рудах 0.66-1.5%. Запаси Головного рудного тіла: 5210 тис. т руди, 24155 т Nb2O5, 323 тис. т P2O5, 435 тис. т вермікуліту. Запаси пентоксиду ніобію категорій С1+С2 в легкозбагачуваних зернистих рудах 55 тис. т; прогнозні ресурси Р1+Р2 зернистих руд кір вивітрювання – 129.7 тис. т; прогнозні ресурси пентоксиду ніобію в первинних рудах – 700 тис. т при його вмісті 0.20%. Основним мінералом ніобію є пірохлор (89-92% запасів Nb). Основний фосфорний мінерал – апатит. Крім того, в рудах в промислових кількостях міститься вермікуліт. План освоєння Татарського родовища: 2000 р. – дослідно-промислове виробництво; 2003 – будівництво збагачувальної фабрики (135 тис. т руди на рік), де будуть отримувати щорічно 8.5 тис. т чорнового 4%-ного ніобієвого концентрату. Доведення чорнового концентрату до товарного із вмістом Nb2O5 65% (780 т на рік) планується на Вишневогорській фабриці на Уралі.
Для задоволення зростаючого російського попиту на ніобій крім освоєння Татарського родовища необхідна організація видобутку на Бєлозімінському і Большетагнінському родовищах в Іркутської області (проект «Зімінсько-Тагнінський ГЗК») і Буранної дільниці Томторського родовища в Якутії. Томторське родов. характеризується вмістом п’ятиоксиду ніобію 8,2%, оксидів лантану 15% і оксиду ітрію 0,8%. На цій базі перспективним є гірн.-хім. комбінат продуктивністю до 30-50 тис. т/рік.

#### Олово
Олово. У оловодобувній промисловості Росії на початку XXI ст. діють чотири компанії: АТ «Депутатськолово» (колишній Депутатський ГЗК), «Далекосхідна гірнича компанія» (колишній Солнєчний ГЗК), АТ «Гірничорудна компанія “Хрустальная"» (колишній Хрустальненський ГЗК) і АТ «Хінганолово» (колишній Хінганський ГЗК). Через нерентабельність виробництва в період 1992-1997 рр. припинили видобуток руди і виробництво олова в концентраті ВАТ «Дальполіметал», Іультинський і Шерловогорський ГЗК і рудник Валькумей Певекського ГЗК, законсервовані рудники Центральний і Ювілейний Хрустальненського ГЗК, рудники Придорожній і Солнєчний Солнєчного ГЗК. Розсипне олово видобуває тільки копальня Тірехтях. За 1990-1999 рр. сумарна потужність підприємств з видобутку руди знизилася більш ніж в 2.8 рази: з 4530 до 1595 тис. т, сумарна потужність збагачувальних фабрик – майже в 1.5 рази: з 5117 до 3440 тис. т. В результаті виникла істотна диспропорція добувних і переробних потужностей. У 1999 р. виробництво олова в концентраті становило 4.72 тис. т, або 26.6% від рівня 1990 р. З 1998 р. після періоду спаду (1990-1998 рр.) спостерігається стабілізація видобутку і навіть позитивна динаміка.

#### Уран
Уран. РФ у 2000 р займала 5-е місце у світі за виробництвом природного урану (2600 т). Потреба РФ в урані становить 6,5-8 тис.т. річно (з експортом 12 тис.т). Водночас російська гірн. промисловість до 2010 р. може досягти тільки видобутку в 4 тис.т. (бл. 50% від необхідного). Єдине в РФ діюче (в 2002 р.) уранодобувне підприємство – Приаргунське виробниче гірничо-хім. об’єднання. Крім того, дослідно-промислові роботи з підземного вилуговування урану ведуться в 2001 і 2002 рр. ЗАТ “Далур” на Далматівському родов. урану (в 2001 видобуто 40 т, 2002 – 100 т).

#### Золото
Золото. За результатами золотовидобутку РФ займає 6-е місце у світі (2001 р.) після ПАР, США, Австралії, Китаю і Канади. У 1991-2001 рр. російська золотодобувна промисловість докорінно змінилася. Великі державні підприємства “Главалмаззолота” розпалися на 600 дрібніших – приблизно стільки ж займалося видобутком золота в Росії 1914 року. До 1998 р. видобуток золота скоротився до 103 т/рік. Держава не фінансує і не інвестує видобуток золота. У 2000-2001 рр. Гохран РФ закупав у золотовидобувних підприємств щорічно 20-30 т золота. За 1999-2001 рр. видобуток золота збільшився приблизно на 40% і склав у 2001 р. 142 т. (світовий видобуток – 2,5 тис.т), у 2002 р. – 158 т. Змінилася і структура видобутку золота – у 2001 бл. 50% його видобуто з корінних родовищ (за інш. даними тільки 40%). Основний обсяг золотовидобутку (понад 75%) зосереджений на 50-60 підприємствах. Найбільше з них – компанія “Полюс”. За нинішнього обсягу видобутку запасів розсипних родовищ вистачить на 10-15 років. За 1992-2002 рр. РФ добула 1,4 тис. тонн золота. Основний видобуток золота зосередився в шести регіонах Росії – в Магаданській області (в 2002 р. 31,7 т золота), в Красноярському краї (30 т), Якутії (16,9 т), Хабаровському краї (16,2 т), Іркутській області (16 т) і на Амурі (12,8 т). 

#### Срібло
Срібло. За обсягами видобутку срібла Росія займає 5-е місце у світі. Видобуток срібла в Росії в 2003 році в порівнянні з 2002 зріс в 2 рази і досяг 1,1 тис. т, а в 2004 році збільшиться ще на 200 т (прогноз групи ИСТ, в яку входить найбільший продуцент цього металу – МНПО «Полиметалл»). Для більшості золотодобувних підприємств срібло є попутним продуктом, і вони видобувають його в невеликих обсягах (бл. 1 т на рік). Запустивши в 2001 р. ГМК на родовищі Лунноє (до 120 т срібла на рік), «Полиметалл» відразу збільшив щорічне вироблення срібла в Росії на 30%. Початок розробки одного з найбільших у світі родовища Дукат (500 т на рік) ще подвоїло обсяги його виробництва. Рівень видобутку «Полиметалла» при цьому досяг розміру сукупного видобутку інших продуцентів срібла в країні (близько 600 т в 2002 р.). Приріст обсягів виробництва срібла у 2004 буде досягнутий за рахунок виходу на повну потужність рудника Дукат (на 100 т більше), а також Хаканджінського (близько 100 т на рік). У 2004 році частка «Поліметалла» в загальному обсязі видобутку срібла в Росії зросте до 60% (з 500, що прогнозуються т в 2003 р. до 700 т в 2004 р.).
У 1999-2001 рр. особливою активністю в галузі розвідки і освоєння родовищ з великими запасами срібла (як комплексних, так і переважно срібних) виділялося ВАТ «Міжрегіональне науково-виробниче об'єднання “Полиметалл"», зареєстроване в Санкт-Петербурзі. Найбільш великим проектом цього холдингу в сфері виробництва срібла є відновлення комплексу рудничного господарства і реконструкція збагачувальної фабрики на срібному родовищі Дукат Магаданської області. Ці роботи проводить дочірня компанія холдингу – ЗАТ «Серебро Магадана», яка відпрацьовує родовище. На Омсукчанській збагачувальній фабриці передбачається створення повного циклу переробки руди Дукатського родовища. Кінцевим продуктом будуть бути злитки срібла і сплаву Доре, які підуть на подальшу переробку на інші підприємства Магаданської області. По завершенні відновних робіт, починаючи з III кварталу 2002 р., рудник переробляє 750 тис. т руди і добуває 500 т срібла і 1 т золота на рік. Ще один срібний проект холдингу - підготовка до відробляння золото-срібних родовищ Лунноє і Арілах в Омсукчанському районі Магаданської області. В 2001 р. завершено будівництво гірничо-металургійного комплексу на родовищі Лунное. Починаючи з II кварталу 2001 р. на ньому щорічно добуватимуть 120 т срібла і 0.8 т золота. За 1997-2003 рр. «Поліметалл» придбав сім родовищ, два з яких продані за непотрібністю; в результаті його доведені запаси оцінюються в 22,4 тис. т срібла і 205 т золота; тепер компанія покладає всі надії на розвиток геологорозвідки. Станом на 2003 «Полиметалл» веде додаткову розвідку на 11 площах в п'яти регіонах Росії. Найперспективнішим в «Полиметалле» називають Охотський район, де знаходиться родовище Хаканджінське. Його запасів (59,63 т золота і 2,67 тис. т срібла) повинно вистачити на декілька десятків років. За 60 км від нього ведуться ГГР на родовищі Юр'ївське, яке повинне стати додатковою сировинною базою для Хаканджінського ГМК.
У Охотському районі Хабаровського краю ОАО «Охотська гірничо-геологічна компанія», ще одне дочірнє підприємство ВАТ «МНПО “Полиметалл"», почала підготовку до промислового освоєння золото-срібних родовищ Хаканджа і Юр'ївське. Загальні запаси родовищ становлять 66.7 т золота і 2697 т срібла, прогнозні ресурси оцінені в 35 т золота і 564 т срібла. Першочерговим об'єктом освоєння є родовище Хаканджа. Термін початку видобутку - 2003 р. Передбачається, що тут щорічно добуватимуть 80-85 т срібла і 4 т золота. 
Дочірнє підприємство ВАТ «МНПО “Полиметалл"» - АТ «Золото Північного Уралу» на Воронцовському родовищі в Свердловській обл. з 2001 р. планує переробляти 600 тис. т окиснених руд і отримувати 2.8 т срібла і 2.6 т золота на рік. Здійснення сріблодобувних проектів холдингу «Поліметалл» дозволить більш ніж вдвічі збільшити виробництво срібла в Росії і протягом 15-20 років повністю забезпечувати потреби країни в цьому металі.

#### Метали платинової групи
Метали платинової групи. За видобутком і виробництвом металів платинової групи (МПГ) РФ є одним з визнаних світових лідерів. За оцінкою Геологічної служби США в 2000 р. (в дужках дані за 1999 р.) в РФ видобуто 37(37) т Pt (2-е місце після ПАР), у світі – 161(168) т Pt. Внесок РФ у світову пропозицію МГП у 2000 р. склав 205 т (40,6% попиту) на суму 4,2 млрд дол. США. При цьому частка РФ на ринку паладію становить 65-67%. Росія і ПАР поставляють на світовий ринок 90% платиноїдів. Темпи збільшення поставок МПГ з РФ на межі тисячоліть перевищують світові у 1,5-2 рази. Разом з тим, ввід нових потужностей з видобутку МПГ в ПАР, Зімбабве і США може привести до часткового витіснення РФ з ринку МПГ.

#### Алмази
Алмази. На початку XXI ст. Росія – один з світових лідерів видобутку алмазів (разом з Ботсваною). Найбільша в РФ компанія, що займається розвідкою, видобутком, обробкою і реалізацією алмазів, і один з найбільших світових виробників алмазів – “АЛРОСА” (АК “АЛРОСА”). Створена у 1992 указом президента РФ "Про утворення акціонерної компанії "Алмази Росії - Саха". АК "АЛРОСА" – закрите акціонерне товариство, яке є наступником “Якуталмазу”, “Комдрагмета” Росії, “Алмазювелирэкспорта”, які увійшли до її складу. Акціонери компанії – Міністерство управління державним майном РФ (32% акцій), Міністерство управління державним майном Республіки Саха (32%), робітники підприємств (23%) та ін. "АЛРОСА" формує бюджет Республіки Саха на 80% (2000). Обсяг виробництва "АЛРОСА" становить майже 100% всіх алмазів, що добуваються в Росії, і бл. 20% світового видобутку. Компанія має близько 30 підрозділів різного профілю. Щорічно на 4-х рудних кар’єрах і 3-х копальнях добуває алмазів на 1,5 млрд дол. США. Чистий прибуток компанії «АЛРОСА» на межі ХХ-XXI ст. мав негативну динаміку і знизився з 371.5 млн дол. в 1999 р. до 340.5 млн у 2000 р [Rapaport TradeWire. 2001, July]. За цей же період компанія De Beers суттєво збільшила свої прибутки. «АЛРОСА» намагається слідувати прикладу De Beers, щоб підвищити ефективність своєї роботи. Так, вона почала маркетинг своїх діамантів під власною торговою маркою. Компанія планує до 2005 р. подвоїти продуктивність гранильного виробництва, довівши її до 200 млн дол./рік. До 2005 р. планується інвестувати у алмазодобувне виробництво понад 2,6 млрд дол. США. За оцінками геологів, при поточному рівні видобутку "АЛРОСА" диспонує запасами на 50 років.
Разом з тим у Росії існує і загострюється проблема контрабанди як сирих алмазів, так і діамантів, і вона в останні роки стає, як свідчить статистика, все актуальнішою. Однак російські офіційні особи вважають, що вона торкається тільки каменів, видобутих в Росії, і не пов'язана з «алмазами конфлікту» в інш. країнах. Щоб виключити можливість попадання «конфліктних алмазів» на легальний російський ринок, президент РФ в 2000 р. підписав указ про заборону імпорту сирих алмазів зі Сьєрра-Леоне до того часу, поки Рада безпеки ООН не схвалить ефективну програму сертифікації алмазів, яка дозволить закуповувати в цій країні алмази, що видобуті і продаються під контролем законного уряду.

### Калійні солі
Калійних солей за оцінкою Геологічної служби США в 2000 р. (в дужках дані за 1999 р.) в Росії видобуто 3,6 (4,2) млн т в перерахунку на K[2]О (3-є місце після Канади і Бєларусі), у світі за той же час – 25,552(25,239) млн т.

### Виробництво нерудних буд. матеріалів
Виробництво нерудних буд. матеріалів у РФ у 2000 р здійснювало бл. 5 тис. добувних і переробних підприємств, у 2001 р. воно сумарно склало 200 млн м3. З 2000 р. в цій підгалузі спостерігається ріст виробництва: у 2000 р. – на 11%, 2001 – на 6,3%. При цьому за період 1991-2001 рр. загальна кількість діючих кар’єрів скоротилася до 1500, знос обладнання досяг 80%.Спостерігається яскраво виражена тенденція до залучення у розробку малих і середніх родовищ.

### Барит
Барит. У 1997 р. створене ЗАТ «Хойлінський ГЗК», основними власниками акцій якого стали ВАТ «Полярноуралгеология» і ЗАТ «Ямалцентргазстрой» (структура «Газпрому»). У контурі Хойлінського баритового кар'єру запаси категорії В становлять 747 тис. т руди, категорії С1 - 1451 тис.т. Розробка Хойлінського родовища і реалізація бариту почалися в 1998 р.; продуктивність рудника на той час становила 20 тис. т бариту на рік. У 2001 р на базі заводу залізорудних концентратів в м. Воркута почато будівництво збагачувальної фабрики потужністю 100 тис. т баритових концентратів на рік. Забезпеченість рудника сировиною перевищує 20 років. Робота на кар'єрі носить сезонний характер: літом видобута руда складується на бортах кар'єру, а взимку тимчасовими автомобільними дорогами надходить на залізничну станцію Єлецкая. У 2001 р. кар'єр рудника за проектом виходить на проектну потужність 120 тис. т руди на рік, що збільшує виробництво баритового концентрату в Росії майже в два рази.

## Гірничо-геологічна служба. Наукові установи. Підготовка кадрів
Геологорозвідувальні роботи на тер. РФ ведуться Міністерством геології, рядом профільних інститутів, а також геол. службами гірничих підприємств відповідних галузевих міністерств. Кадри в області геології і гірн. справи готують в 56 інститутах та університетах. Технікуми випускають фахівців з геології, пошуку і розвідки родовищ к.к., геофіз. методів пошуків і розвідки родов. к.к.; геології, гідрогеології і інж. геології, бурінню нафт. і газових свердловин, обладнанню нафт. і газових промислів, розробки торфових родов. 